# Triunghiul de autostrăzi Balinț
Triunghiul de autostrăzi Balinț (abreviere: TA Balinț; forma scurtă: Triunghiul Balinț) este un triunghi de autostrăzi din estul județului Timiș, la nord de localitatea Lugoj, care leagă autostrada A 6 (Lugoj – Calafat) cu autostrada A 1 (Timișoara – Deva).

## Geografie
Triunghiul este situat în apropierea localității cu același nume, Balinț la aproximativ 2 km, în zona comunei cu aceeași denumire. Lângă autostrada A 6 în direcția sud se află localitatea Lugoj la o distanță de 14,8 km. Cei 10,5 km din această autostradă care fac legatura dintre A 1 (Balinț) si centura Lugoj s-au deschis circulației în 19 decembrie 2013.

## Forma constructivă
Ambele autostrăzi au patru benzi de circulație (două pe sens). Toate rampele de legătură sunt cu o singură bandă cu excepția buclei, unde sunt două benzi.
Forma constructivă a triunghiului a fost concepută ca trompetă orientată spre stânga. Această formă de construcție este rentabilă, deoarece este necesară o singură structură de pod și este nevoie de spațiu relativ mic. Cu toate acestea, viteza maximă în rampa de conectare ghidată indirect este mică. Datorită designului său simplu, trompeta este potrivită în acest caz ca nod de autostradă pentru că drumul de aducere (A6) se termină la această intersecție.
Pe autostrada A1 în direcția est la o distanță de 149 km de triunghiul TA Balinț, se află un alt triunghi de autostrăzi dar cu formă constructivă diferită lângă Sebeș, unde autostrada A10 se desprinde din A1 spre direcția nord, formând TA Sebeș. Celălalt capăt al autostrăzii A10 care are o lungime de 70 km, se unește lângă Turda cu autostrada autostrada A3, formând TA Turda.